# 维尔纳·兰贝茨
维尔纳·兰贝茨（德語：Werner Lamberz，1929年4月14日—1978年3月6日），德国统一社会党政治局委员，中央委员会书记。

## 生平
1929年，出生于普鲁士莱茵省迈恩县。
1945年，当暖气装配工。
1946年，加入自由德国工会联合会。
1947年，入党。
1948年，任青年联盟卢克瓦德县主席。
1950年，任施梅尔维茨州党校助教及党委书记。
1951年，任青年联盟勃兰登堡州委书记。
1952年，在莫斯科苏联共青团高级团校学习。
1953年，任自由德国青年联盟中央委员会及中央书记。
1955年，任自由德国青年联盟驻世界青联代表及世界青联书记。
1963年，为候补中央委员、党中央国外情报部长。
1966年，任党中央宣传鼓动部长。
1967年，为中央委员、中央委员会书记。
1969年，为全国阵线委员会主席团成员。
1970年，为政治局候补委员。
1971年，为政治局委员，分管宣传鼓动。
1978年，死于飞机失事。